# Rokai (stacja kolejowa)
Rokai – towarowa stacja kolejowa na granicy miejscowości Kowno i Rokeliai, w rejonie kowieńskim, w okręgu kowieńskim, na Litwie. Położona jest na kolejowej obwodnicy Kowna.
W 2018 do stacji Rokai ułożono biegnącą z Polski linię normalnotorową, zbudowaną w ramach projektu Rail Baltica. Obecnie jest to stacja krańcowa dla kolei normalnotorowej, jednak istnieją plany jej przedłużenia na wschód. Prócz niej przez stację przebiega linia w używanym na Litwie rozstawie szerokotorowym.